# Gauß-Laplace-Pyramide
Die Gauß- bzw. Laplace-Pyramiden, auch Burt-Adelson-Pyramiden oder Gauß- und Laplacepyramide genannt, sind Algorithmen der digitalen Signalverarbeitung. Sie wurden 1981/83 von Peter J. Burt und Edward H. Adelson in die digitale Bildverarbeitung eingeführt, um einige bekannte Algorithmen systematisch zu vereinheitlichen. 1988 wurde der Grundgedanke dieser Datenstruktur von Stéphane Mallat und Yves Meyer in die Funktionalanalysis übertragen. Dort ist er als Multiskalenanalyse (MRA) der Wavelettheorie bekannt.
Zu den Charakteristika digitaler Bilder, die zur Erkennung bestimmter Strukturen oder Bildmanipulation verwendet werden, gehören Unschärfe und Schärfe. Informationen zu diesen Merkmalen finden sich in den Frequenzbändern. Um die einzelnen Frequenzbänder zu ermitteln, können Filterkerne oder die Fouriertransformation genutzt werden, was mit einem erheblichen Rechenaufwand verbunden ist. Alternativ dazu verwendet man eine Gauß-Laplace-Pyramide.

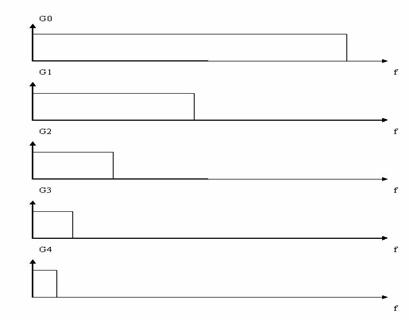
Frequenzbänder einer Gaußpyramide

## Erstellung einer Gauß-Laplace-Pyramide
Um eine Gauß-Laplace-Pyramide zu entwickeln, muss zunächst eine Gauß-Pyramide konstruiert werden. Das Originalbild stellt die unterste Pyramidenstufe G0 dar. Die nächsthöhere Stufe G1 wird über eine Tiefpassfaltung ({\displaystyle fg=f/2}) und Halbierung der Stützstellen von G0 errechnet. Dieser Prozess wird von Stufe zu Stufe fortgesetzt, bis das Bild eine Größe von 1 × 1 Pixel erreicht. Die Tiefpassfaltung wird über eine Faltung mit einer Gaußglocke realisiert. In der Praxis wird das Bild mit einem Binomialfilter gefaltet. Es ist anzumerken, dass das Originalbild G0 eine Seitenlänge von {\displaystyle 2^{n}} Pixel aufweisen muss (ein Bild kann in Bildblöcke unterteilt werden). Die sich am Ende ergebende Gauß-Pyramide aus den Bildern der verschiedenen Stufen entspricht einer Unterteilung in Bilder, die jeweils einen gewissen Frequenzanteil repräsentieren. Jeder Nachfolger eines Bildes besitzt nur noch ein Viertel der Pixel des Vorgängers.

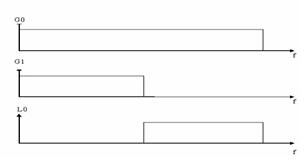
Frequenzband einer gebildeten Laplacepyramidenebene

Nachdem eine Gauß-Pyramide konstruiert worden ist, wird daraus eine Laplace-Pyramide entwickelt. Eine Laplace-Pyramidenebene wird über die Bildung der Differenz zwei benachbarter Gauß-Pyramidenebenen erzielt. Dies wird als DoG-Algorithmus (difference of Gaussian) bezeichnet. Beide Stufen müssen die gleiche Größe aufweisen. Da dies bei der Gauß-Pyramide nicht der Fall ist, muss das kleinere Bild durch Interpolation auf die Größe des anderen Bildes gebracht werden. Die einzelnen Laplace-Pyramidenebenen repräsentieren die Schärfeanteile eines Bildes. Das Bild L0 enthält dabei die höchsten Frequenzanteile.

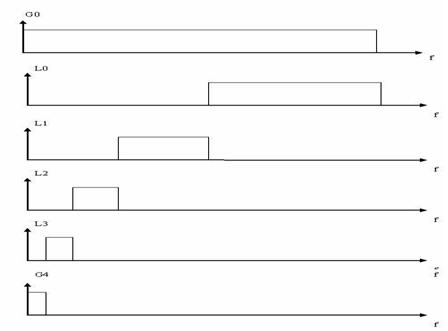
Rekonstruktion

Nachdem die Gauß-Laplace-Pyramidenebene gebildet und eventuell die einzelnen Schichten bearbeitet worden sind, muss die Gauß-Laplace-Pyramide rekonstruiert werden. Dafür werden die gewünschten Laplace-Pyramideebenen und die höchste Gauß-Pyramidenebene aufsummiert.

## Anwendung
Die Gauß-Laplace-Pyramide wird zur Lösung zahlreicher Bildverarbeitungsprozesse genutzt. Ein beliebter Anwendungsbereich ist die Datenkompression. Bei der Datenkompression eines Bildes werden hohe Frequenzen entfernt, da diese den geringsten Informationsanteil darstellen. Dazu werden die höchsten Laplace-Pyramidenebenen weggelassen. Außerdem können die Stützstellen quantisiert und die einzelnen Ebenen mittels eines Quadtrees dargestellt werden. Ein Vorteil dieser Methode ist die intelligente Dekompression: Die unteren Ebenen der Bildpyramide werden zuerst dekomprimiert, denn die niedrige Frequenzen enthalten die meisten Informationen und benötigen den geringsten Rechenaufwand. Das Bild wird während der Dekompression aufgebaut.
Eine weitere Anwendungsmöglichkeit ist das Mosaicing. Dabei werden verschiedene Bilder miteinander verschmolzen, indem die Bilder in Bildpyramiden zerlegt und mit Hilfe einer Maske gewichtet und aufsummiert werden. Anschließend wird das Bild rekonstruiert und eventuell nachbearbeitet. Man bearbeitet die Frequenzbänder separat, um eine Kantenbildung zu vermeiden.
Gauß-Laplace-Pyramiden finden zudem Anwendung in der Oberflächen- bzw. Strukturerkennung. Hierbei macht man sich die Schärfe und Unschärfe von Bildern zunutze. Bei diesem Verfahren werden bestimmte Frequenzbänder eines Bildes ermittelt, um diese Informationen anschließend weiter zu verarbeiten.